# Blåhøj Kirke

Blåhøj kirke i Blåhøj blev opført som filialkirke i 1877 med massive 80 cm tykke mure af marksten med tegl omkring vinduer og buer, alt pudset med cement. Kirken er hvidkalket og bygget med skib, kor og våbenhus. En identisk kopi findes i Filskov.
Kirken er tegnet af bygningsinspektør L.A. Winstrup.